# Врхе (Загорє-об-Саві)
Врхе (словен. Vrhe) — поселення в общині Загорє-об-Саві, Засавський регіон, Словенія. Висота над рівнем моря: 845,5 м.